# Inharrime

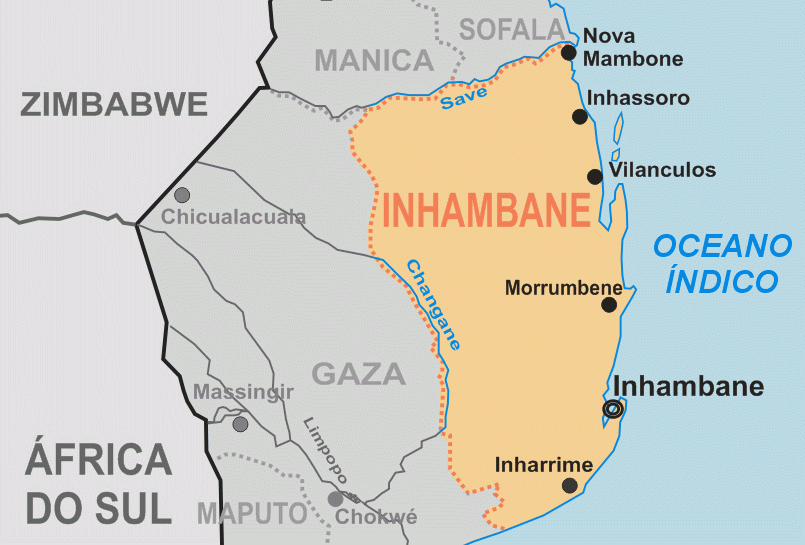
La ciudad de Inharrime en el mapa de Inhambane.

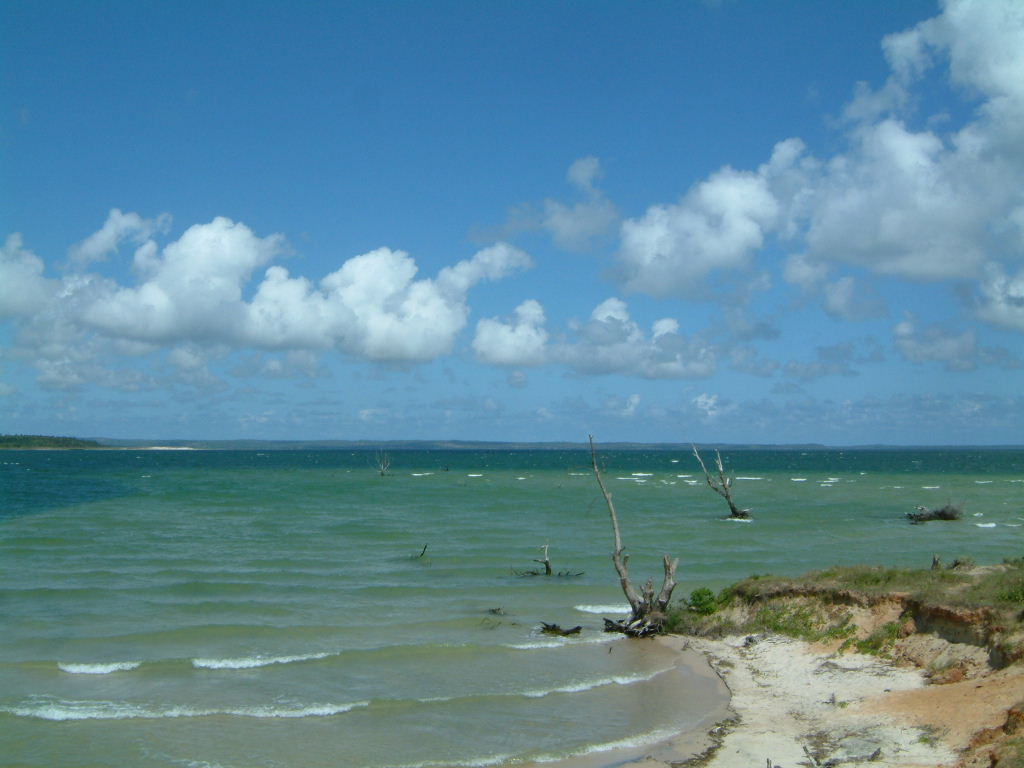
Lago en Inharrime.

Inharrime es un distrito y el nombre de su capital situado en la zona meridional provincia de Inhambane, en Mozambique. 

## Características
Limita al norte con el distrito de Jangamo, Homoíne y Panda, al este con el Océano Índico, y al sur y al oeste con Zavala.
Tiene una superficie de 2.149 km² y según el censo de 2007 una población de 97.471 habitantes, lo cual arroja una densidad de 45,4 habitantes/km². Se ha presentado un aumento de 27,4% con respecto a los 76.518 habitantes registrados en 1997.

## División administrativa
Este distrito formado por cinco localidades, se divide en dos puestos administrativos (posto administrativo), con la siguiente población censada en 2005:
- Inharrime, sede, 67 363 (Nhanombe, Dongane y Chacane).
- Mocumbi, 26 091 (Mahalamba y Nhapadiane).